# سباستيان دانغلو
سباستيان دانغلو (بالإسبانية: Sebastián D'Angelo) هو لاعب كرة قدم أرجنتيني، ولد في 14 يناير 1989 في باريلوتشي في الأرجنتين. لعب مع بوكا جونيورز وتيغري ونيولز أولد بويز.

## وصلات خارجية
- سباستيان دانغلو على موقع قاعدة بيانات كرة القدم.إي يو (الإنجليزية)
- سباستيان دانغلو على موقع Soccerway.com (الإنجليزية)